# 国家信息化测评中心
国家信息化测评中心（英語：national informatization evaluation center）是挂靠在电子商务协会下的非注册单位。2001年7月29日，宣布正式成立。由其主要推动者胡建生在中国电子商务协会授权下建立并经营。现正式名称为CECA国家信息化测评。因国家信息化测评中心不是法人单位，以其名义的商务活动大部分由胡建生个人所有公司承担法人义务。
国家信息化测评中心主要项目是“中国企业信息化500强”评选活动，大陆数百家知名企业参加，截止08年已举办5届。

## 外部連結
- CECA 国家信息化测评中心